# Fairey Rotodyne
Fairey Rotodyne je bil britanski žirodin helikopter, ki ga je načrtovalo in zgradilo podjetje Fairey Aviation. Namenjen je bil civilni in vojaški uporabi.Helikopter je imel dva Napier Eland turbopropelerska motorja. Motorja sta tudi proizvajala stisnjeni zrak za reaktivne motorje namščene na rotorju - tip jet. Glavni rotor je bil gnan s tip-jeti za vzlete, pristanke in lebdenje, med križarjenjem pa se je vsa moč uporabljala za propelerje in rotor je deloval v načinu avtorotacije, tip jeti so se izklopili. Koncept je bil obetaven, vendar so ga pozneje preklicali zaradi pomanjkanja naročil in velikega hrupa tip jet motorjev.

## Tehnične specifikacije(Rotodyne "Y")
- Posadka: 2
- Kapaciteta: 40 potnikov
- Dolžina: 58 ft 8 in (17,88 m)
- Razpon kril: 46 ft 6 in (14,17 m)
- Višina: 22 ft 2 in (6,76 m)
- Površina kril: 475 sq ft (44,1 m2)
- Gros teža: 33 000 lb (14 969 kg)
- Motorji: 2 × Napier Eland N.El.7 turboprop, 2 800 KM (2 100 kW) vsak
- Motorji na rotorju: 4 × rotor tip jet 1 000 lbf (4,4 kN) potisk vsak
- Premer rotorja: 90 ft 0 in (27,43 m)
- Površina rotorja: 6 362 sq ft (591,0 m2)

- Maks. hitrost: 190,9 mph (307 km/h; 166 kn)
- Potovalna hitrost: 185 mph (161 kn; 298 km/h)
- Dolet: 450 mi (391 nmi; 724 km)